# Standfussrhyacia
Standfussrhyacia là một chi bướm đêm thuộc họ Noctuidae.